# LPSN
List of Prokaryotic names with Standing in Nomenclature (Листа имена прокариота са евиденцијом у номенклатури), скраћено LPSN, онлајн је база података која одржава/ажурира и даје тачна имена (номенклатура и таксономија) те информације везане за прокариоте а према Међународном кодексу номенклатуре бактерија (енгл. International Code of Nomenclature of Bacteria, ICNB) [Бактериолошки код], коју је од 1997. године до јуна 2013. одржавао Ж. П. Еузеби. Од јула 2013, LPSN одржава Ејдан С. Парти.
Таксономија бактерија и археја ажурира се путем журнала Међународни журнал систематске и еволуционе микробиологије (IJSB/IJSEM).
LPSN се хостује на серверима gandi.net из Балтимора (Сједињене Америчке Државе).
Сајт, поред тога што прати тренутна таксономска имена, има неколико референтних извора који дају минимални стандард за описивање нових таксона, латинске и грчке граматичке приручнике/помагала те исцрпну листу колекција култура широм света које бележе културу прокариота и др.